# Хромін
Хромін (пол. Chromin) — село в Польщі, у гміні Борове Ґарволінського повіту Мазовецького воєводства.
Населення — 369 осіб (2011).
У 1975—1998 роках село належало до Седлецького воєводства.

## Демографія
Демографічна структура станом на 31 березня 2011 року:
|          | Загалом | Допрацездатний вік | Працездатний вік | Постпрацездатний вік |
| -------- | ------- | ------------------ | ---------------- | -------------------- |
| Чоловіки | 192     | 40                 | 129              | 23                   |
| Жінки    | 177     | 46                 | 83               | 48                   |
| Разом    | 369     | 86                 | 212              | 71                   |